# Zilveren Duif Awards
De Zilveren Duif Awards zijn Nederlandse prijzen voor christelijke muziek. De prijzen worden jaarlijks uitgereikt tijdens de Week van de Christelijke Muziek. De Zilveren Duif Awards zijn een initiatief van Family7, EO, Groot Nieuws Radio en Events4Christ.

## Geschiedenis
De prijzen werden in 1986 eenmalig uitgereikt. In 2012 werd er een vervolg aan gegeven. Er zijn verschillende categorieën waarin een prijs kan worden gewonnen, zoals Beste album nationaal, Beste album internationaal, Beste Album instrumentaal, Beste Album (kindermuziek), Beste lied, Koormuziek en een aanmoedigingsprijs. Qua categorieën is het bestuur van de Zilveren Duif niet heel consistent. Tot nu toe worden er bij elke uitreiking nieuwe categorieën in het leven geroepen of verdwijnen bestaande categorieën.
In 2017 en 2018 werden er geen prijzen uitgereikt, omdat het bestuur meer tijd wilde besteden aan "bestuurlijke vernieuwing". Onder een nieuw bestuur werden de Duiven in 2019 weer uitgereikt. Mogelijk vindt de prijsuitreiking in de toekomst eens in de twee jaar plaats.

## Prijswinnaars
Dit zijn de winnaars sinds 2012:

### Bestaande prijzen

#### Beste album nationaal
| jaar | winnaar                    |
| ---- | -------------------------- |
| 2012 | Trinity met Que mas        |
| 2013 | Janine Beens met Janine    |
| 2014 | Trinity met Mundo          |
| 2015 | Sela met Live in Groningen |
| 2016 | Trinity met Desert rain    |
| 2019 | Trinity met The in between |

#### Beste album internationaal
| jaar | winnaar                                                 |
| ---- | ------------------------------------------------------- |
| 2014 | Rend Collective met The Art of celebration              |
| 2015 | For King & Country met Run Wild. Live Free. Love Strong |
| 2016 | Lauren Daigle met How can it be                         |
| 2019 | Lauren Daigle met Look up child                         |

#### Beste lied
| jaar | winnaar                             |
| ---- | ----------------------------------- |
| 2012 | Reni & Elisa Krijgsman met Hou vol  |
| 2013 | William Wixley met Justice Song     |
| 2014 | Sela met Ik zal er zijn             |
| 2015 | Matthijn Buwalda met Nog één rivier |
| 2016 | Kinga Bán met In goede handen       |
| 2019 | Damascus & Kinga Bán met Het licht  |

#### Beste album kinderen
| jaar | winnaar                                               |
| ---- | ----------------------------------------------------- |
| 2012 | Elly & Rikkert Zuiderveld met Groter groeien          |
| 2013 | Stichting Opwekking met Kinderopwekking nr. 23        |
| 2014 | Marcel & Lydia Zimmer met Zo is dat                   |
| 2015 | Make Some Noise Kids met Make some noise kids 1       |
| 2016 | Oké4Kids met Weet je?                                 |
| 2019 | Gert-Jan & Hanneke Scherff & Amazing kids met Popcorn |

#### Aanmoedigingsprijs/nieuw talent
| jaar | winnaar                                      |
| ---- | -------------------------------------------- |
| 2012 | Damascus met Tot Hier En Niet Verder         |
| 2013 | Het vreemdelingencollectief met Niemandsland |
| 2014 | Eveline Cocu met Stop Rewin Play             |
| 2015 | Reyer met Eeuwig Licht                       |
| 2016 | Larissa Baak met Unravel me                  |
| 2019 | The bowery met Broken jars                   |

#### Beste componist/tekstschrijver
| jaar | winnaar                            |
| ---- | ---------------------------------- |
| 2012 | Sela met Via Dolorosa              |
| 2019 | Matthijn Buwalda met Hotel de hoop |

#### Artiest van het jaar
| jaar | winnaar                                    |
| ---- | ------------------------------------------ |
| 2019 | Make Some Noise Kids met Make some noise 4 |

#### Producer van het jaar
| jaar | winnaar                           |
| ---- | --------------------------------- |
| 2019 | Frank van Essen met God van leven |

#### Samenwerking van het jaar
| jaar | winnaar                            |
| ---- | ---------------------------------- |
| 2019 | Damascus & Kinga Bán met Het licht |

#### Pop- of rockalbum van het jaar
| jaar | winnaar                    |
| ---- | -------------------------- |
| 2019 | Trinity met The in between |

#### Urban-gospelalbum
| jaar | winnaar                                  |
| ---- | ---------------------------------------- |
| 2019 | Damascus met Nieuwe ronde, nieuwe kansen |

#### Worshipalbum van het jaar
| jaar | winnaar                            |
| ---- | ---------------------------------- |
| 2019 | LEV met Tussen vrees en veiligheid |

#### Oeuvreprijzen
| jaar | winnaar                   |
| ---- | ------------------------- |
| 2012 | Elly & Rikkert Zuiderveld |
| 2013 | Wim Pols                  |
| 2014 | Henk Pool                 |
| 2015 | Ralph van Manen           |
| 2019 | Charles Groot             |

#### Lifetime Achievement Award
| jaar | winnaar                |
| ---- | ---------------------- |
| 2014 | Leen La Rivière        |
| 2015 | Joop Gankema           |
| 2019 | Arjan van den Bijgaart |

### Niet-meer uitgereikte prijzen

#### Beste album koren & groepen
| jaar | winnaar                                     |
| ---- | ------------------------------------------- |
| 2012 | Urker mannenkoor met Hallelujah             |
| 2013 | Soli Deo Gloria met Heimwee                 |
| 2014 | -                                           |
| 2015 | The Continentals met Worship the Great I am |

#### Beste album koren
| jaar | winnaar                      |
| ---- | ---------------------------- |
| 2016 | Soli Deo Gloria met Onderweg |

#### Beste album band & (gospel)groepen
| jaar | winnaar           |
| ---- | ----------------- |
| 2016 | At Once met Vader |

#### Beste album instrumentaal
| jaar | winnaar                               |
| ---- | ------------------------------------- |
| 2012 | Sela met Via Dolorosa                 |
| 2013 | Junus Manuputtij met Story of a child |
| 2014 | -                                     |
| 2015 | Seraph met Behind the scenes          |